# Pandemia de cólera de 1846–1860

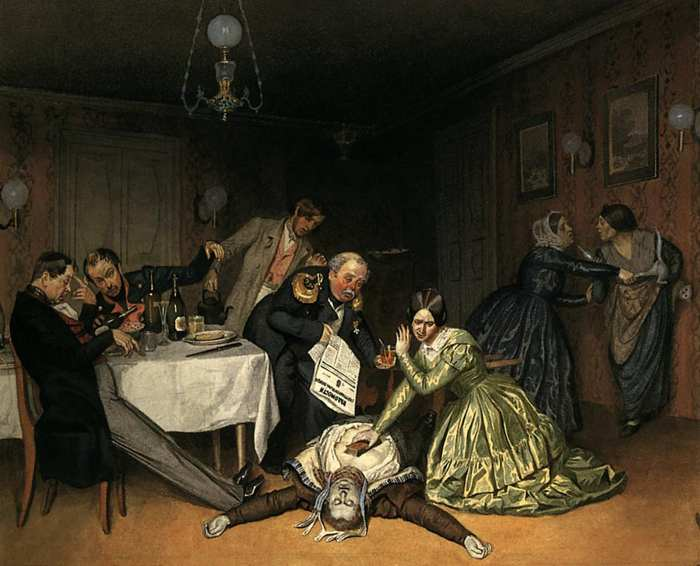
Este quadro de Pavel Fedotov mostra uma morte por cólera em meados do século XIX.

A terceira pandemia de cólera (1846-60) foi o terceiro grande surto de cólera com origem na Índia no século XIX e que se alastrou muito para além das suas fronteiras. Investigadores da UCLA acreditam que o surto pode ter começado em 1837 e durado até 1863. Na Rússia, mais de um milhão de pessoas morreram de cólera. Entre 1853 e 1864, a epidemia em Londres ceifou mais de 10.000 vidas e houve mais de 23.000 mortes em toda a Grã-Bretanha. Esta pandemia foi a que provocou mais mortos no século XIX.
Como nas pandemias que a precederam, a cólera espalhou-se desde o delta do rio Ganges na Índia e provocou um número elevado de mortes nas populações da Ásia, da Europa, da África e da América do Norte. Considera-se que 1854 foi o pior ano da pandemia, uma vez que 23.000 pessoas morreram de cólera na Grã-Bretanha.
Nesse ano, o médico inglês John Snow, que estava a trabalhar na zona pobre de Londres, identificou a água contaminada como o meio de transmissão da doença. Após o surto de cólera de Broad Street em 1854, o médico identificou as causas da cólera na zona de Soho, em Londres, e registou um aglomerado de casos perto da bomba de água de um bairro. Para testar a sua teoria, John Snow convenceu as autoridades a retirar a pega da bomba de água e o número de casos de cólera naquela zona diminuiu imediatamente. A sua descoberta acabou por ajudar a controlar o surto. John Snow foi um dos fundadores da Sociedade Epidemiológica de Londres, criada em resposta a um surto de cólera em 1849 e é considerado um dos pais da epidemiologia.

## Segunda pandemia
A segunda pandemia de cólera começou na Índia e espalhou-se para toda a Europa e norte de África, tendo depois atravessado o Atlântico para o Canadá e os Estados Unidos e depois para o México e as Caraíbas. Muitas fontes divergem na data do fim da segunda pandemia e do início da terceira pandemia. Algumas fontes afirmam que a terceira pandemia começou com um surto no Bengala em 1839.

## Década de 1840
Mais de 15.000 pessoas morreram de cólera em Meca em 1846. Na Rússia, entre 1847 e 1851, mais de um milhão de pessoas da epidemia.
Um surto de dois anos teve início em Inglaterra e no País de Gales em 1848 e ceifou 52.000 vidas. Em Londres, foi o pior surto na história da cidade, ceifando 14.137 vidas, mais do dobro do que o surto de 1832. A cólera chegou à Irlanda em 1849, e matou muitos dos sobreviventes da Grande Fome da Irlanda, já enfraquecidos pela fome e febre. Em 1849, a cólera ceifou 5.308 vidas na grande cidade portuária de Liverpool, Inglaterra, um ponto de embarque para os imigrantes para a América do Norte, e 1.834 em Hull, na Inglaterra. Em 1849, um segundo grande surto ocorreu em Paris.
A cólera, que se acredita ter-se espalhado a partir dos navios de imigrantes irlandeses de Inglaterra para os Estados Unidos, espalhou-se por todo o rio Mississippi, matando mais de 4.500 pessoas em St. Louis e mais de 3.000 em Nova Orleães. Morreram milhares de pessoas em Nova Iorque, um dos principais destinos dos imigrantes irlandeses. O surto que atingiu Nashville entre 1849 e 1850 tirou a vida do ex-Presidente dos EUA, James K. Polk. Durante a Corrida do Ouro na Califórnia, a cólera foi transmitida ao longo das rotas da Califórnia, Mórmon e Oregon e estima-se que tenham morrido entre 6.000 a 12.000 pessoas a caminho do Utah e Óregon nos anos da cólera, entre 1849 e 1855. A cólera terá matado mais de 150.000 pessoas nos Estados Unidos durante as duas pandemias entre 1832 e 1849, e também matou mais de 200.000 pessoas no México.

## Década de 1850
A epidemia de cólera na Rússia, que começou em 1847, prolongou-se até 1851, matando mais de um milhão de pessoas. Em 1851, um navio vindo de Cuba levou a doença para Gran Canaria. Estima-se que mais de 6.000 pessoas morreram na ilha durante o verão, , numa população de 58.000.
Em 1852, a cólera espalhou-se para leste para a Indonésia, e mais tarde foi levada para a China e o Japão, em 1854. As Filipinas foram infetadas no ano de 1858 e a Coreia em 1859. Em 1859, um surto em Bengala contribuiu para a transmissão da doença pelos viajantes e militares do Irão, Iraque, Arábia Saudita e Rússia. , o Japão sofreu pelo menos sete grandes surtos de cólera entre 1858 e 1902. Entre 100.000 e 200.000 pessoas morreram de cólera em Tóquio, num surto que decorreu entre 1858 e 1860.
Em 1854, um surto de cólera em Chicago, tirou a vida de 5,5% da população (cerca de 3.500 pessoas). Entre 1853 e 1854, a epidemia matou 10.739 pessoas em Londres. Na Espanha, mais de 236.000 pessoas morreram de cólera na epidemia de 1854-55. A doença atingiu a América do Sul, em 1854 e 1855, provocando vítimas na Venezuela e no Brasil. Durante a terceira pandemia, a Tunísia, que não tinha sido afetada pelos duas pandemias anteriores acusou os europeus de levarem a doença. Alguns cientistas dos Estados Unidos começaram a acreditar que a cólera era, de alguma forma, culpa dos afro-americanos, uma vez que doença afetou principalmente as regiões com populações negras no sul do país. Hoje em dia, os investigadores salientam que a população afro-americana vivia com condições de higiene quase inexistentes e não tinha acesso a infraestruturas com condições ou a cuidados de saúde. Além disso, viviam perto dos cursos de água por onde os viajantes e navios levavam a doença.

### Surto de Cólera de 1854 em Broad Street

Mapa original de John Snow a identificar o aglomerado de casos de cólera no surto de Londres de 1854

O surto de cólera de 1854 em Broad Street foi um surto grave de cólera que ocorreu em 1854 perto de Broad Street, no bairro de Soho, Londres, durante a terceira pandemia de cólera. Este surto, que matou 616 pessoas, ficou conhecido pelo estudo do médico John Snow das causas e da hipótese de que a água contaminada com germes era a origem da cólera, e não partículas no ar como se pensava até aí.
John Snow identificou a fonte do surto na bomba de água em Broad Street. Apesar de os seus estudos não se mostrarem inteiramente conclusivos, ele pediu às autoridades locais para interditarem o uso da bomba ao retirarem a sua pega. Mais tarde, John Snow recorreu a um mapa com pontos para ilustrar o aglomerado de casos de cólera perto da bomba de água. Recorreu ainda a estatísticas para fazer a ligação entre a qualidade da fonte da água e os casos de cólera, mostrando que a água que chegava ao local do surto era proveniente de secções poluídas com esgotos do rio Tamisa. O estudo de John Snow teve um grande impacto na história da saúde pública e da geografia. É considerado um dos primeiros estudos da ciência da epidemiologia.
A descoberta veio a influenciar a saúde pública e a construção de melhores instalações sanitárias a partir de meados do século XIX. Mais tade, o termo "foco infeccioso" seria utilizado para descrever locais com as mesmas características da bomba de água de Broad Street, onde existem condições ideais para a transmissão de infeções. O esforço de John Snow para encontrar a causa da transmissão de cólera levou a que criasse um estudo duplo-cego por puro acaso.